# Dick's Picks Volume 31
Dick's Picks Volume 31 es el trigésimo primer álbum en vivo de Dick's Picks, serie  de lanzamientos en vivo de la banda estadounidense Grateful Dead. Fue grabado el 4 y 5 de agosto de 1974 en el Philadelphia Civic Center, en Filadelfia, Pensilvania y el 6 de agosto de 1974 en el Roosevelt Stadium, en Jersey City, Nueva Jersey.

## Caveat emptor
Cada volumen de Dick's Picks tiene su propia etiqueta “caveat emptor”, que informa al oyente sobre la calidad del sonido de la grabación. La etiqueta del volumen 31 dice:
“Dicks Picks Vol. 31 se masterizó a partir de las cintas originales de fuente analógica de 2 pistas, funcionando a 7½ IPS, grabadas durante la última gira estadounidense con el famoso Wall of Sound. Persisten algunas anomalías sónicas, en particular algunos sonidos demasiado exuberantes relacionados con el piano, pero hemos hecho todo lo posible para traer Wall Of Sound a su sala de estar. Disfrútalo.”

## Recepción de la crítica
En una reseña para AllMusic, Lindsay Planer declaró: “La longevidad de los números más nuevos se manifiesta por el hecho de que todos seguirán siendo entradas clave en el repertorio en constante expansión de Grateful Dead”.
John Metzger, crítico de The Music Box, comentó: “Desafortunadamente, hay algunos momentos en la colección en los que las contribuciones de Donna Godchaux se reducen a poco más que lamentos incesantemente fuera de lugar, pero las imperfecciones son, al menos, pequeñas en comparación con las estancias épicas de la banda”.

## Lista de canciones
Todas las canciones escritas y compuestas por Jerry Garcia y Robert Hunter, excepto donde esta anotado. 
| Disco uno |                       |                                     |                     |          |  |
| N.º       | Título                | Escritor(es)                        | Fecha de grabación  | Duración |  |
| 1.        | «Playing in the Band» | Mickey Hart Hunter Bob Weir         | 4 de agosto de 1974 | 25:50    |  |
| 2.        | «Scarlet Begonias»    |                                     | 5 de agosto de 1974 | 12:02    |  |
| 3.        | «Jack Straw»          | Hunter Weir                         | 4 de agosto de 1974 | 5:27     |  |
| 4.        | «Peggy-O»             | tradicional, arr. por Grateful Dead | 4 de agosto de 1974 | 6:47     |  |
| 5.        | «Me and Bobby McGee»  | Fred Foster Kris Kristofferson      | 5 de agosto de 1974 | 5:35     |  |
| 6.        | «China Cat Sunflower» |                                     | 5 de agosto de 1974 | 11:14    |  |
| 7.        | «I Know You Rider»    | tradicional, arr. por Grateful Dead | 5 de agosto de 1974 | 5:23     |  |
| 8.        | «Around and Around»   | Chuck Berry                         | 5 de agosto de 1974 | 5:09     |  |

| Disco dos: 4 de agosto de 1974 |                                      |                                      |          |  |
| N.º                            | Título                               | Escritor(es)                         | Duración |  |
| 1.                             | «Ship of Fools»                      |                                      | 7:00     |  |
| 2.                             | «Loose Lucy»                         |                                      | 5:33     |  |
| 3.                             | «Weather Report Suite»               | Eric Andersen John Perry Barlow Weir | 14:57    |  |
| 4.                             | «Jam»                                | Grateful Dead                        | 9:26     |  |
| 5.                             | «Wharf Rat»                          |                                      | 11:21    |  |
| 6.                             | «U.S. Blues»                         |                                      | 6:32     |  |
| 7.                             | «Sugar Magnolia / Sunshine Daydream» | Hunter Weir                          | 10:42    |  |
| 8.                             | «Casey Jones»                        |                                      | 6:27     |  |

| Disco tres: 5 de agosto de 1974 |                                         |                              |          |  |
| N.º                             | Título                                  | Escritor(es)                 | Duración |  |
| 1.                              | «Mississippi Half-Step Uptown Toodeloo» |                              | 8:31     |  |
| 2.                              | «It Must Have Been the Roses»           | Hunter                       | 5:54     |  |
| 3.                              | «Big River»                             | Johnny Cash                  | 5:17     |  |
| 4.                              | «He's Gone»                             |                              | 13:12    |  |
| 5.                              | «Truckin'»                              | Garcia Hunter Phil Lesh Weir | 9:47     |  |
| 6.                              | «Jam»                                   | Grateful Dead                | 8:16     |  |
| 7.                              | «The Other One Jam»                     | Grateful Dead                | 2:31     |  |
| 8.                              | «Space»                                 | Grateful Dead                | 10:25    |  |
| 9.                              | «Stella Blue»                           |                              | 9:37     |  |
| 10.                             | «One More Saturday Night»               | Weir                         | 4:58     |  |

| Disco cuatro: 6 de agosto de 1974 |                       |                  |          |  |
| N.º                               | Título                | Escritor(es)     | Duración |  |
| 1.                                | «Eyes of the World»   |                  | 19:28    |  |
| 2.                                | «Playing in the Band» | Hart Hunter Weir | 22:37    |  |
| 3.                                | «Scarlet Begonias»    |                  | 9:26     |  |
| 4.                                | «Playing in the Band» | Hart Hunter Weir | 5:04     |  |
| 5.                                | «Uncle John's Band»   |                  | 10:45    |  |

## Créditos y personal
Créditos adaptados desde el folleto que acompaña al CD.
Grateful Dead
- Jerry Garcia – voz principal y coros, guitarra líder
- Donna Jean Godchaux – coros
- Keith Godchaux – piano
- Bill Kreutzmann – batería
- Phil Lesh – bajo eléctrico, coros
- Bob Weir – guitarra rítmica, coros

Personal técnico
- Bill Candelario – grabación
- Jeffrey Norman – masterización
- David Lemieux – archivista
- Eileen Law/Grateful Dead Archives – investigadora de archivo

Diseño
- Robert W. Danielson Jr./Grateful Dead Archives – fotografía
- Robert Minkin – ilustración, diseño de embalaje
- W. Keats – obra de arte del boletín Deadhead
- Jay Saporita – ensayo de folleto